# هاريس فليتشير
هاريس فليتشير (بالإنجليزية: Harris Fletcher)‏ هو كاتب أمريكي، ولد في 23 أكتوبر 1892 في يبسيلانتي في الولايات المتحدة، وتوفي في 15 يوليو 1979 في تشامبيغن في الولايات المتحدة.